# Sazeray
Sazeray ist eine französische Gemeinde mit 296 Einwohnern (Stand: 1. Januar 2022) im Département Indre in der Region Centre-Val de Loire. Sie gehört zum Arrondissement La Châtre, zum Kanton La Châtre und zum Gemeindeverband La Châtre et Sainte Sévère. Die Einwohner werden Sazerayens genannt.

## Lage
Die Gemeinde Sazeray liegt an der Grenze zum Département Creuse, etwa 18 Kilometer südlich von La Châtre. An der nördlichen Gemeindegrenze verläuft das Flüsschen Palles, sein Zufluss Rio Brûlé durchquert das Gemeindegebiet.  Umgeben wird Sazeray von den Nachbargemeinden Sainte-Sévère-sur-Indre im Norden, Vigoulant im Osten, Tercillat im Südosten und Süden, La Cellette im Süden, Nouziers im Südwesten sowie Pouligny-Notre-Dame im Westen und Nordwesten.

## Bevölkerungsentwicklung
| Jahr                       | 1962 | 1968 | 1975 | 1982 | 1990 | 1999 | 2006 | 2013 | 2020 |
| Einwohner                  | 684  | 607  | 524  | 447  | 370  | 319  | 325  | 314  | 300  |
| Quellen: Cassini und INSEE |      |      |      |      |      |      |      |      |      |

## Sehenswürdigkeiten
- Kirche Saint-Martin
- Schloss Le Mont aus dem 15. Jahrhundert
- Schloss Lavaubonneuil aus dem 15. Jahrhundert
- Reste des Schlosses Lavaupilière aus dem 15. Jahrhundert

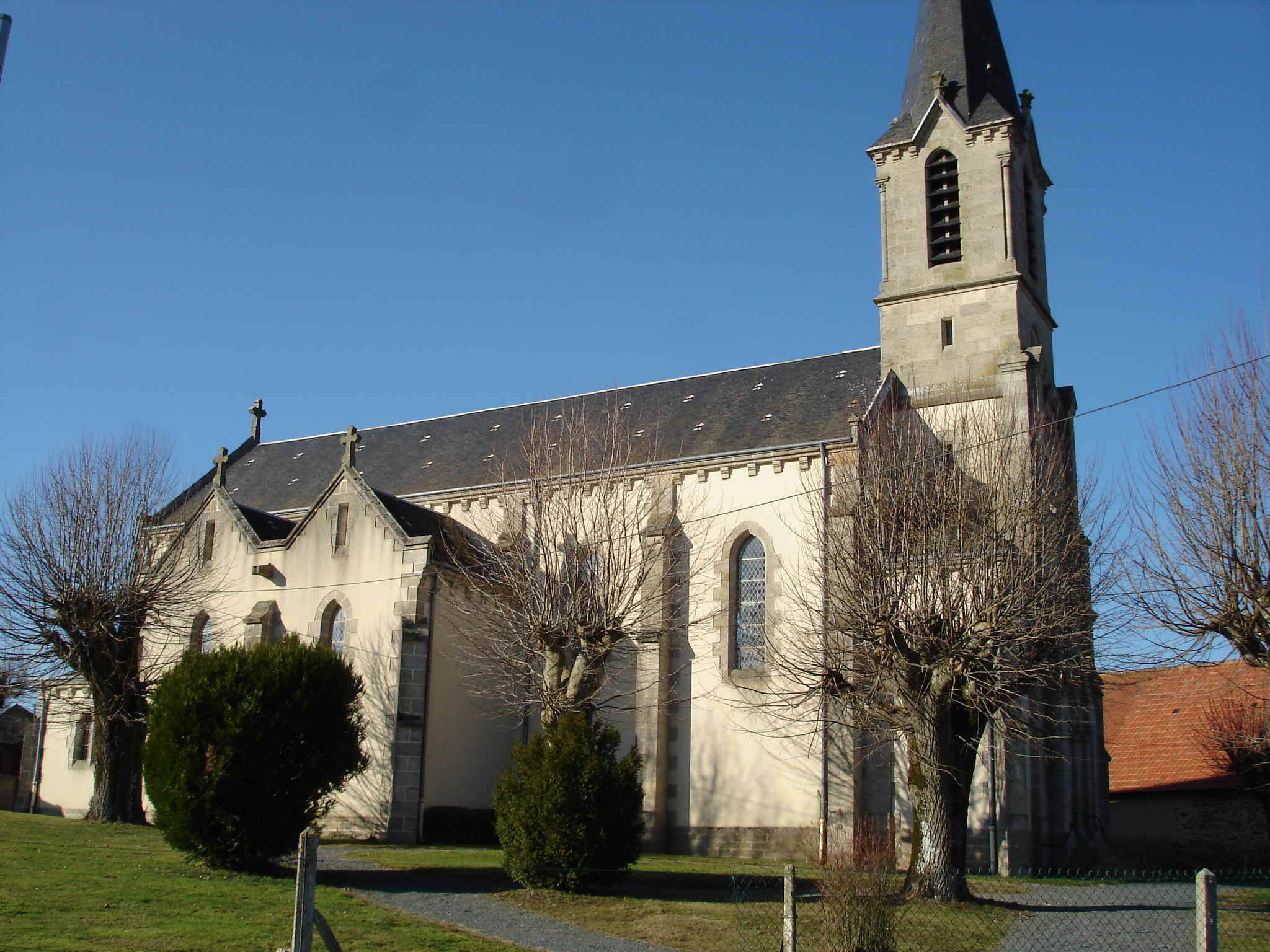
Kirche Saint-Martin
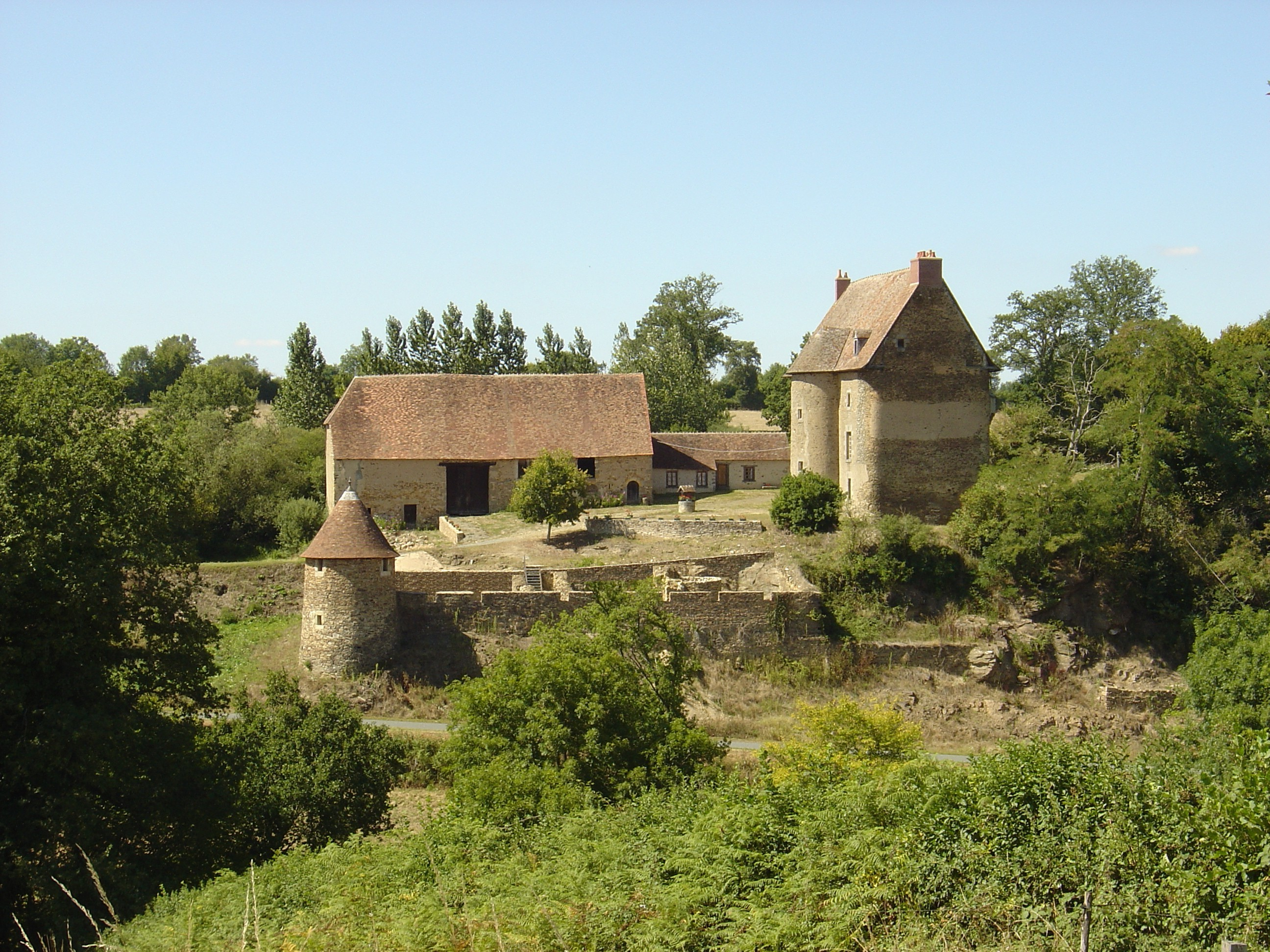
Schloss Le Mont
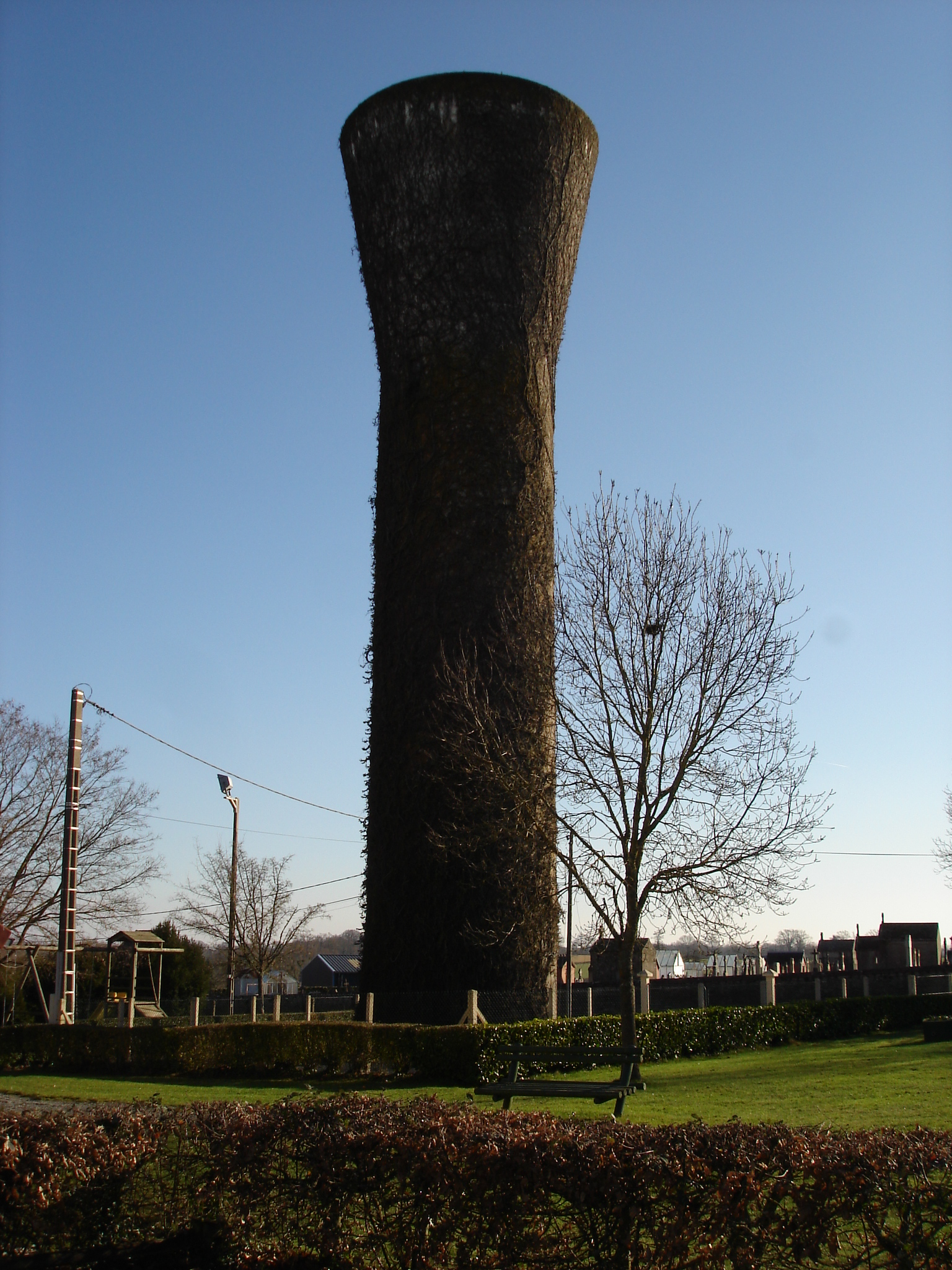
Wasserturm